# 饶村乡
饶村乡，位于湖南省岳阳市岳阳县西南部，与乡人民政府驻岳阳县黄土仑。
饶村乡地形以山地为主，县道城芭公路贯穿全境。境内大坳水库基本能满足全乡农田灌溉。产业以山林产业如楠竹、板栗、油茶等为主。

## 沿革
- 民国时期，为大峰乡
- 1949年，属岳阳县三区
- 1952年，改称饶村乡，属渭洞区
- 1958年，属渭洞公社
- 1961年，为饶村公社
- 1984年，改置饶村乡

## 行政区划
饶村乡辖16个自然村。
- 敏港村、大坳村、连花村、饶村村、李汉村、振兴村、中流村、东山村、金西村、伍相村、江南村、大丰村、双石村、清水村、居公村、花园村